# Melapsyche multivenosa
Melapsyche multivenosa är en fjärilsart som beskrevs av Igor Kozhanchikov 1956. Melapsyche multivenosa ingår i släktet Melapsyche och familjen säckspinnare. Inga underarter finns listade i Catalogue of Life.